# Gle Panjang (berg)
Gle Panjang är ett berg i Indonesien.   Det ligger i provinsen Aceh, i den västra delen av landet, 1 700 km nordväst om huvudstaden Jakarta. Toppen på Gle Panjang är 790 meter över havet.
Terrängen runt Gle Panjang är lite bergig, och sluttar österut.Runt Gle Panjang är det glesbefolkat, med 15 invånare per kvadratkilometer. I omgivningarna runt Gle Panjang växer i huvudsak städsegrön lövskog.